# 京田辺市立田辺中学校
京田辺市立田辺中学校（きょうたなべしりつ たなべちゅうがっこう）は、京都府京田辺市興戸北鉾立にある市立中学校。

## 沿革
- 1947年（昭和22年）5月5日 - 綴喜郡田辺村・大住村・草内村により組合立田辺中学校（旧）が、同郡三山木村・普賢寺村により組合立南山中学校が設置される。
- 1947年（昭和22年）6月25日 - 田辺・南山の両校を廃し、組合立田辺中学校（新）が設置される。
- 1948年（昭和23年）7月21日 - 現位置に本館竣工、移転。2024
- 1951年（昭和26年）4月1日 - 上記5村の合併により、田辺町立田辺中学校に改称。
- 1979年（昭和54年）4月1日 - 田辺町立大住中学校新設により、校区を分離。
- 1982年（昭和57年）4月1日 - 田辺町立培良中学校新設により、校区を分離。
- 1997年（平成9年）4月1日 - 綴喜郡田辺町の市制施行により、京田辺市立田辺中学校に改称。
- 2010年（平成22年）1月 - 新南校舎完成。
- 2014年（平成26年）3月 - 校舎整備事業完了。
- 2024年　(令和6年)　4月　新校舎整備完了

## 校区
- 京田辺市立田辺小学校
- 京田辺市立三山木小学校
- 京田辺市立薪小学校（一部）
- 京田辺市立普賢寺小学校（一部）

## 部活動
運動部
- 陸上部
- 野球部
- ソフトボール部
- サッカー部
- ソフトテニス部(男女)
- ハンドボール部(男女)
- バレーボール部(男女)
- バスケットボール部(男女)
- 卓球部
- バドミントン部
- 剣道部

文化部
- 吹奏楽部
- 美術部
- 国際文化部
- サイエンス部

## 周辺施設
- 京田辺市役所
- 山城田辺郵便局
- 京都府警田辺警察署
- 中央公民館

## 交通アクセス
- 近鉄京都線新田辺駅から奈良交通乗車、田辺中学校前下車。

## 校区が隣接している学校
- 京田辺市立大住中学校
- 城陽市立西城陽中学校
- 城陽市立南城陽中学校
- 京田辺市立培良中学校
- 井手町立泉ヶ丘中学校
- 精華町立精華中学校
- （奈良県）生駒市立生駒北中学校
- （大阪府）枚方市立杉中学校